# Entandrophragma
Entandrophragma é um género botânico pertencente à família Meliaceae.